# Râul Ruget
Râul Ruget este un curs de apă, afluent al râului Slimnic. 